# Leucocarbo bransfieldensis
Il cormorano antartico (Leucocarbo bransfieldensis Murphy, 1936) è un uccello appartenente alla famiglia dei Falacrocoracidi diffuso nelle Shetland Australi e nella Penisola Antartica.